# Accordi di Alvor
Gli accordi di Alvor sono stati firmati il 15 gennaio 1975 e hanno concesso allo Stato africano dell'Angola l'indipendenza dal Portogallo. Essi hanno posto fine alla guerra d'indipendenza dell'Angola ma hanno al contempo dato l'avvio alla guerra civile in Angola.
L'accordo fu firmato dall'MPLA, dall'FNLA, dall'UNITA e dal governo portoghese, mentre non è stato siglato dal FLEC (fronte di liberazione dell'enclave della Cabinda) e dalla RDL di Daniel Chipenda, organizzazioni escluse dalle negoziazioni.
Il nome degli accordi derivano dal luogo dove sono stati firmati, ossia il villaggio di Alvor, situato nella regione dell'Algarve, nel Sud del Portogallo.